# Audi alteram partem
Audiatur et altera pars ou Audi alteram partem sont des expressions latines signifiant littéralement « entendre l'autre (ou les autres) côté(s) ».
Elles font référence au droit d'être entendu, principe suivant lequel toute personne doit pouvoir présenter sa version des faits lors d'un procès avant d'être jugée. 

## Étymologie et historique
« Entendre l'autre côté » s'exprime dans les drames des anciens Grecs comme une sagesse populaire.

## Droit
Audi alteram partem est considéré comme un principe de justice fondamentale ou d'équité dans la plupart des systèmes de justice. Le principe inclut les droits d'un particulier ou ses avocats de confronter les témoins adverses, d'avoir une juste opportunité de défier la preuve présentée par la partie adverse. De pouvoir invoquer ses propres témoins et de présenter des faits, et d'être conseillé, si nécessaire aux frais publics, pour pouvoir traiter du cas correctement.
En droit français, Audiatur et altera pars et Audi alteram partem réfèrent au principe du contradictoire dans les procédures juridictionnelles. 
En droit québécois, l'audi alteram partem est codifié à l'article 17 du Code de procédure civile du Québec : « Le tribunal ne peut se prononcer sur une demande ou, s’il agit d’office, prendre une mesure qui touche les droits d’une partie sans que celle-ci ait été entendue ou dûment appelée. Dans toute affaire contentieuse, les tribunaux doivent, même d’office, respecter le principe de la contradiction et veiller à le faire observer jusqu’à jugement et pendant l’exécution. Ils ne peuvent fonder leur décision sur des moyens que les parties n’ont pas été à même de débattre. »
De nos jours, le point de vue des systèmes légaux diverge dans les cas de contumace.

## Exemples de citations de l'audi alteram partem
- Audi alteram partem aurait été exprimée maintes fois dans le film À hauteur d'homme de Jean-Claude Labrecque par l'ancien premier ministre du Québec Bernard Landry[4].
- Yves Michaud prétend que l'Assemblée nationale du Québec, en votant à l'unanimité le 14 décembre 2000 une motion condamnant des propos publics qu'il a tenus, n'a pas respecté l'audi alteram partem[5],[6]. L'affaire Michaud a été soulignée par plusieurs commentateurs politiques comme un abus de procédure[7],[6],[8].